# Jakob Eisendle
Jakob Eisendle (* 10. Juli 1811 in Innerpflersch (Südtirol); † 24. August 1888 ebenda) war ein Tiroler Bauer, Mechaniker und Erfinder.
Zu den vielen Erfindungen Eisendles zählen u. a. eine Linsenschleifmaschine, eine Selbstaufzugsmechanik für Taschenuhren (mittels Pendel), ein vollautomatisches Hammerwerk zur Feilenherstellung sowie ein Mappierungsgerät zur einfachen Gelände-Vermessung. Obwohl er niemals das Uhrmacherhandwerk erlernte, war er als „Uhrendoktor“ weitum bekannt und wurde sogar von Uhrmachermeistern um Rat gefragt.